# Познавая белый свет
«Познава́я бе́лый свет» — советский художественный фильм режиссёра Киры Муратовой. Снят в 1978 году, после семи лет вынужденного простоя Муратовой, связанного с запретом её предыдущего фильма «Долгие проводы» на Одесской киностудии. Фильм был снят на студии «Ленфильм», где в тот момент работала Муратова.

## Сюжет
Водитель грузовика Михаил, недавно прибывший на строительство завода, вытаскивает застрявшую в грязи легковую машину и знакомится с Любой и её другом Николаем. Он довозит их до места проведения «комсомольской свадьбы» с несколькими брачующимися парами, где Люба произносит поздравление. Постепенно Михаил сближается с Любой, чем вызывает ревность Николая, который считает, что Люба должна принадлежать ему.
Между тем жизнь на стройке идёт своим чередом. Подруги Любы, которая работает штукатурщицей, советуют ей выходить замуж или за Михаила, или за Николая. После работы, уже в темноте, Михаил иногда заезжает за Любой, которая живёт в вагончике с подругами. Они беседуют в кабине машины, а когда Михаил привозит Любу обратно, их с явным неудовольствием встречает Николай. Однажды ночью Михаил помогает наладить мотор незнакомке, остановившейся на дороге, а Люба поднимает и читает любовное письмо, которое та выбросила.
Завод построен, на собрании произносятся радостные речи. Строители готовятся к новоселью: им выделен новый многоквартирный дом на пустыре. Михаил, постригшись и надев костюм, приходит с цветами к Любе, которая вместе с остальными расположилась с вещами возле дома, и делает ей предложение. Он советует побыстрее сходить в ЗАГС и подать заявление, так как там большая очередь. Николай уходит, разбивая напоследок броском камня зеркало, в которое смотрятся Михаил и Люба.

## В ролях
- Сергей Попов — Михаил
- Нина Русланова — Люба
- Алексей Жарков — Николай
- Наталья Лебле — Галя
- Лена Шелгунова — Зоя
- Наташа Шелгунова — Вера
- Людмила Гурченко — незнакомка
- Владимир Пожидаев — Тимофеич
- Виктор Аристов — руководитель драмкружка
- Владимир Дятлов — попутчик Николая
- Юрий Соловьёв — инженер-строитель на митинге
- Александр Суснин — инженер-строитель на митинге

## Съёмки
Фильм стал единственной работой Муратовой на «Ленфильме». Об этом опыте она вспоминала так:
Однажды только оказалась в Ленинграде (…) В какое-то одно из моих местных увольнений. Мне поначалу показалось: «Ах, какие здесь все интеллигентные!». Действительно, там все правильно разговаривали по-русски, умели быть светскими, но имели все те же претензии ко мне: «Зачем вы показываете помойки?!», «Почему у вашей героини так сильно накрашены губы!?»… Я помню, как мы сидели на «Ленфильме» и меня отчитывают один, второй, третий… «Кир, ну это надо сделать…». А я вдруг как взвою! Вот просто заорала не своим голосом: «Не буду показывать вам больше свое кино!».
Леонид Попов, впервые снявшийся у Муратовой в этом фильме и затем ставший одним из её постоянных актёров, стал после этого фильма известен как Сергей Попов в результате ошибки в титрах.